# 美洲通讯社
美洲通讯社（西班牙語：Telenoticiosa Americana）为阿根廷政府运营的國家新闻通訊社，于1945年埃德尔米罗·胡利安·法雷利任期内由时任劳工部长的胡安·裴隆建立，是拉丁美洲最大的新闻机构。
2024年3月，该机构被阿根廷总统哈维尔·米莱认为是宣传机构而暂时关闭。该机构关闭时有750名雇员。